# Municipio de Pahuatlán
El municipio de Pahuatlán es un municipio situado en el estado de Puebla, México. Según el censo de 2020, tiene una población de 20 274 habitantes.
Forma parte de la región de la Sierra Norte de Puebla.
Su cabecera municipal es la Ciudad de Pahuatlán de Valle.

## Geografía
El municipio forma parte de la Sierra Norte de Puebla, que es una cadena montañosa que integra el gran sistema llamado Sierra Madre Oriental. Ocupa una superficie de 98.74 kilómetros cuadrados. 
Limita al noreste con el municipio de Tlacuilotepec, al sureste y sur con el municipio de Naupan y al oeste con el municipio de Honey. Al noroeste y suroeste limita con el estado de Hidalgo, al suroeste con el municipio de Acaxochitlán y al noroeste con el municipio de Tenango de Doria.

### Orografía e hidrografía
Una de las más notables prominencias del relieve de este municipio es el cerro Ahila.  La altitud de los picos de la Sierra Norte alcanza en esta zona los 2000 m s. n. m. Entre las montañas corren numerosos ríos, afluentes todos de la cuenca del río Tuxpan y el río Cazones, que desaguan en el Golfo de México.

### Clima y ecosistemas
El clima dominante es templado húmedo con lluvia todo el año. Algunas zonas de la sierra poseen todavía regiones de bosque mesófilo, aunque la vegetación autóctona ha sido devastada. La fauna silvestre comprende especies como el gato montés, el tejón, el tlacuache y el Zopilote.
En el municipio de Pahuatlán tiene contrastes climáticos que van desde lo frío – con sembradíos de maíz y bosques de pino, acote y encino, el templado con cafetos y cañaverales, hasta el caluroso con frutas semi tropicales, pastizales o maderas preciosas como cedro rojo, a canasta de frutas es variada como: mango, plátano, naranja, durazno, zapote, cáchala y otras especies propias de la región. También se siembra cacahuate, chile, fríjol y garbanzo. La producción de diversas plantas medicinales también es de consideración. La fauna está compuesta por: zorras, tlacuaches, ardillas, conejos, mapaches, tuzas, armadillos, onzas y murciélagos, diversos reptiles y batracios y una gran variedad de insectos.

## Demografía
De acuerdo al último censo, realizado en 2020 por el Instituto Nacional de Estadística y Geografía, el municipio de Pahuatlán posee una población de 20 274 habitantes, de los que 9674 son hombres y 10 600 son mujeres.

### Localidades
El municipio tiene un total de 34 localidades. Las principales localidades y su población son las siguientes:
| Localidad                    | Población |
| Ciudad de Pahuatlán de Valle | 3 523     |
| San Pablito                  | 3 178     |
| Xolotla                      | 2 770     |
| Atla                         | 2 172     |
| Zoyatla de Guerrero          | 999       |

## Política
El gobierno del municipio de Pahuatlán le corresponde a su ayuntamiento, que está conformado por el presidente municipal, un síndico y un cabildo integrado por siete regidores, cinco electos por el principio de mayoría relativa y dos por el de representación proporcional; todos son electos por voto universal, directo y secreto para un periodo de cuatro años que puede ser renovable para el periodo inmediato posterior por una única ocasión.

### Representación legislativa
Para la elección de diputados locales al Congreso de Puebla y de diputados federales a la Cámara de Diputados federal, el municipio de Pahuatlán se encuentra integrado en los siguientes distritos electorales:
Local:
- Distrito electoral local de 1 de Puebla con cabecera en Xicotepec de Juárez.[5]

Federal:
- Distrito electoral federal 1 de Puebla con cabecera en la ciudad de Huauchinango.[6]